# Agogwe
L'agogwe est un cryptide humanoïde bipède, vivant prétendument dans les forêts de l'Afrique orientale, au sud du Kenya et au nord du Mozambique. Il mesurerait entre 1,2 et 1,7 m de haut, et aurait de longs bras, un corps laineux, une fourrure rouge avec une peau jaunâtre en dessous, et des cheveux noirs ou gris. Ses pieds mesureraient environ 12 cm, et il aurait de longs doigts, un front bombé et de petites canines. Les témoignages au sujet de la créature sont extrêmement peu nombreux et datent tous d'avant la Seconde Guerre mondiale. L'agogwé fait partie d'un ensemble est-africain bien plus vaste de mythes et de folklores au sujet de "petits hommes", qui pourraient être la souvenance dans la mémoire collective des peuples locaux de la présence passé des australopithèques en Afrique.  

## Observations
La première observation connue a eu lieu autour des années 1900, et a été rapportée par le capitaine  William Hichens, qui a publié son expérience dans l'édition du  Discovery de décembre 1937 :  « Il y a quelques années, je participais officiellement à une chasse au lion dans les forêts d'Ussure et de Simibiti sur le côté Ouest des plaines de Wembare. (..) Je vis deux petites créatures brunes couvertes de fourrure, sortir de la forêt épaisse d'un côté de l'allée, et disparaître dans les fourrés, de l'autre côté. On eût dit de petits hommes, haut de 1,20 m environ, marchant debout, mais couverts d'une toison roussâtre. Le chasseur indigène qui m'accompagnait les dévisagea bouche bée avec une expression où la peur se mêlait à l'étonnement. Ce sont, dit-il, les agogwé, les petits hommes à fourrure qu'on ne voit pas une seule fois au cours d'une vie d'homme... ».
Lorsque Hitchens a publié son observation, un autre témoin nommé Cuthbert Burgoyne a écrit une lettre au Discovery en 1938, racontant son observations de deux agogwes en 1927, durant un voyage au Mozambique dans un cargo japonais. Il était assis près de la côte pour regarder la faune avec ses jumelle, quand soudain, il aperçut deux "petits hommes bruns". Ils marchaient debout, faisaient entre 1,20 et 1,50 mètre de haut environ, avaient une silhouette droite et gracieuse, et étaient aux côtés d'un troupeau de babouins, qu'ils ne semblaient pas perturber. Burgoyne affirme également qu'un de ses amis a réussi à voir quelques uns de ces êtres dans une clairière de brousse au Mozambique.  Les indigènes lui ont interdit de tirer sur la bête,.
Charles Cordier, un chasseur d'animaux professionnel, a suivi les traces d'un agogwe au Zaïre en 1950 et au début des années 1960. Une fois, Cordier a affirmé qu'un agogwe était empêtré dans un de ses pièges à oiseaux. "Il tomba sur son visage", dit Cordier, "Il se tourna, se redressa, il a pris le nœud qui coulait au large de ses pieds et est reparti dans son pays natal".

## Autres cryptides humanoïdes d'Afrique
D'autres cryptides humanoïdes sont connus au Zimbabwe et dans la région du Congo, le kakundakari, plus petit et le kilomba, beaucoup plus grand. La Côte d'Ivoire a aussi un cryptide proche de l'agogwé, le sehite.
Du Soudan jusqu'au Transvaal, il existe des folklores au sujet de divers esprits et mauvais génies semblables aux êtres humains avec de longs bras et une fourrure de couleur terre cuite, tantôt espiègles, tantôt menaçants, et qui pourraient être dans la mémoire collective des peuples locaux, selon Bernard Heuvelmans, les dernières traces de la présence passée des australopithèques.

## Théories
Si l'agogwe existe bel et bien, il pourrait être une espèce survivante de l'australopithèque gracile, un primate bipède connu de la science, et qui a existé il y a environ 2,5 jusqu'à 4,5 millions d'années. Les  australopithèques ont un orteil peu divergent (bien que loin d'être opposable), mais le reste de la description est ajustable. En tout cas, le pied de l'australopithèque pourrait éventuellement avoir changé sur plusieurs millions d'années.
Il existe d'autres possibilités, l'agogwe serait un bonobo, singe anthropoïde bien connu, et qui marche parfois debout. D'autres théories le rapprochent du gibbon, ce qui est peu probable car les gibbons vivent exclusivement en Asie.